# Champgenéteux
Champgenéteux là một xã thuộc tỉnh Mayenne trong vùng Pays de la Loire tây bắc nước Pháp. Xã này nằm ở khu vực có độ cao từ 142-277 mét trên mực nước biển.
Thị trấn có diện tích 25,11 km2.